# フレンチ・トゥインクス
フレンチ・トゥインクス（French Twinks）は、2013年に監督兼プロデューサーのアントワーヌ・ルベル(Antoine Lebel)によって設立されたフランスを拠点とするゲイポルノスタジオ   。

## 概要
フレンチ・トゥインクスはスイスで所有されている会社であり、親会社であるVivaLeadSAの下で運営されている   。2013年の立ち上げ以来、フランスの若いスポーティな男性に焦点を当ててたフランス拠点のトゥインク・ポルノのスタジオとしては最大規模となった。スタジオはポルノ・シーンやそのディレクションやプロダクションから多数の賞からノミネートされたり受賞を受けている  。
アントワーヌ・ルベルは自身のスタジオについて「French Twinks Studiosは、専門的な品質を持ったゲイポルノ作品を制作することに専念しているユーロトゥインクのゲイポルノサイトです」と述べている 。

## 歴史
フレンチ・トゥインクスは、2013年にAntoine Lebelによって設立された   。スタジオはフランスで最大のゲイ・ポルノスタジオの1つに成長している。 2013年、このサイトは「見習いのポルノスター」と呼ばれるウェブシリーズとともに立ち上げられ、シリーズはゲイポルノスターのトレーニングの様子をリアリティ番組風に追っている    。
「見習いのポルノスター」の最中、若いモデルのテオ・フォードがスタジオによって発掘され鍛えられた。テオは男性のハンク・ポルノスター界をリードするワードの1つになり、多くの賞を受賞し、多くのインタビューの中で彼のキャリアはここから始まったとされている     。また、アンソニー・クルスも、フレンチ・トゥインクスからキャリアを始め、自身のサイトを持つまでに至った別のポルノ・スターである。
2015年、フレンチ・トゥインクスのクルーは、ポルノスターのCamille Kenzoをアメリカ合衆国に連れて行き、アメリカのゲイポルノスタジオであるDominic FordとHelix Studiosと協力し、両者からさまざまな作品をリリースする「USツアー」を行った    。
2016年4月には外部の会社と販売の管理を協力した、最初のバーチャルリアリティシーンを撮影した。
また同年にはオンライン・セックス・カムサイトCam4で、ポルノ撮影の舞台裏の映像のライブストリーミングを開始した  。
更に同年には著作権侵害対策会社のPornGuardianを使用 。
2016年5月26日、Antoine Lebelがテレビ番組Canal+に出演し、フランスでのフレンチ・トゥインクスの成功について話し合った   。
2016年3月、La Voix Dux Porno Magazineは、舞台裏を訪れ、スタジオに関する記事を書いた。彼らはゲストモデルであり国際的なポルノ・スターであるエンジェル・クルスとのシーンの撮影中に訪れている    。
2013年から現在まで、フレンチ・トゥインクスはモデルとのファン・ミーティングを数多く開催し、フランスの地元のバーで多くのライブイベントを開催してきた 。
2016年11月30日、フレンチ・トゥインクスは、BoyMoveProductionsが制作した新しいサブウェブサイトGaySexChallenge.comを立ち上げた  。

## バティスト・ガルシアの失踪と死
2016年、フレンチ・トゥインクスのモデルがフランスで行方不明になり、話題となった。 2016年10月3日、「バティスト・ガルシア」という芸名でスタジオに出演したモデル、マクサン・ウイヨンは、フランソワアラゴ広場での友人との約束を守らず、その後警察に行方不明になったと報告された。彼はエルヌのバーで新しく仕事を始める予定だった。失踪は同じくモデルでありボーイフレンドのクリス・ロアンによると、ガルシアは2016年3月10日の13:00に「Roussillonnais」のバス停で彼の親友と養子縁組の妹によって姿を見られたのが最後だったと報告した。それから情報がない日々が続いたが、フランスの通信社、世界中のゲイポルノサイト、ソーシャルメディアは、バティストの早期の発見を支援するために活動を始めた。       。
マクサンが発見されたのは、彼の失踪からほぼ2週間後の2016年10月15日だった。詳細は公式には発表されなかったが、彼の親友がブログで彼が安全で健康であることがわかったと書き込んだ 。
2019年5月12日、フレンチ・トゥインクスはウイヨンの死を発表した。ポルノ・スターのジョーダン・フォックスは、「...私たちが麻薬に反対する前に何人もの若いゲイが死ななければならないのか...」とツイートしたが、死因は明らかにされなかった。

## ビデオシリーズ
- Friends & Buddies[47] [48]
- Apprentice Pornstars [2] [13] [14]
- French Twinks[20]
- Gay Sex Challenge[35] [36]

## チーム
- Antoine Lebel - クリエーター/プロデューサー（2013–現在）[1] [11] [47] [49] [50] [51] [3]
- ジェローム・ボンデュランド - ビデオ監督/編集者（2013-2016）[1] [11] [20]
- マックス・リビエラ - 助監督 (2016年–現在 [11]
- ダニエル・ライダー - マーケティング＆パートナーマネージャー（2014年–現在) [4] [11]
- Benj'Nguyen - メディア編集者（2016年–現在）[11]

## モデル
- アベル・ラクール[52]
- ポール・ドレー[53]
- マテオ・ラヴィーニュ [54]
- ノーラン・ラクロワ[55]
- アレックス・チボリ[56]
- カミーユ・ケンゾー[57] [58]
- バティスト・ガルシア[59]
- クリス・ロアン[60]
- ロバン・カステル[61]

## 賞とノミネート

### 賞
- 2015年：CyberSocket Awards：ベストセックスシーン-フレンチ・トゥインクスとヘリックス・スタジオ-「Two Americans for a Frenchie」 [7] [8]
- 2015：PinkX Awards： Best French Movie -Antoine Lebel、FrenchTwinks-"Everyone Loves Fucking Camille" [9]
- 2016年：PinkX賞：最優秀監督賞-Antoine Lebel＆JeromeBondurand-「TwinksGoCamping」 [9]

### ノミネート
- 2015：CyberSocket Awards： Best New Site -French Twinks [7]
- 2015：CyberSocket Awards： Best Newcomer -Camille Kenzo、French Twinks [7]
- 2015：CyberSocket Awards： Best Video Site -French Twinks [7]
- 2015：CyberSocket Awards： Best European Site -French Twinks [7]
- 2015：CyberSocket Awards： Best Niche Site -French Twinks [7]
- 2015：PinkX Awards： Best New Cumer-Theo Ford-"Apprentice PornStars" [9]
- 2015：PinkX Awards： Best Bottom -Camille Kenzo、FrenchTwinks-"Everyone Loves Fucking Camille" [9]
- 2016：PinkX Awards： Best French Movie -FrenchTwinks-"Twinks Go Camping" [9]
- 2016年：PinkXアワード：ベストデュオ-カミーユ・ケンゾー＆テオ・フォード-「Camille in the USA」 [9]

## レビュー
Best Paid Porn Sites - スコア72/100 
Gay Demon -スコア81/100 
PornInspector - スコア4/5 
JustUsBoys - スコア4/5 
Rabbit Reviews -スコア76/100 
FitMales - スコアなし
Gay Porn Discounts - スコアなし